# Monsieur Obsolète
 (novembre 2021).
Albums de Jérémie Kisling
Le Ours
(2005)
Monsieur Obsolète est le premier album de Jérémie Kisling, sorti en 2002.
Toutes les chansons sont écrites et composées par Jérémie Kisling sauf le texte espagnol de Le sens des affaires écrit par Éléonore Tschanz.
| 1.    | Prélude                            | 0:20 |
| 2.    | J'ai trente ans                    | 3:20 |
| 3.    | La liste                           | 3:43 |
| 4.    | Le sens des affaires               | 3:20 |
| 5.    | Carambar                           | 2:38 |
| 6.    | Les abeilles                       | 3:39 |
| 7.    | Les courants d'air                 | 3:18 |
| 8.    | Le manège                          | 3:22 |
| 9.    | Le bonnet                          | 2:39 |
| 10.   | Ordinaire                          | 4:17 |
| 11.   | 1986                               | 1:48 |
| 12.   | Le bon moment (bonus intégré 7:01) | 2:00 |
| 39:20 |                                    |      |